# Antiquarische Gesellschaft in Zürich

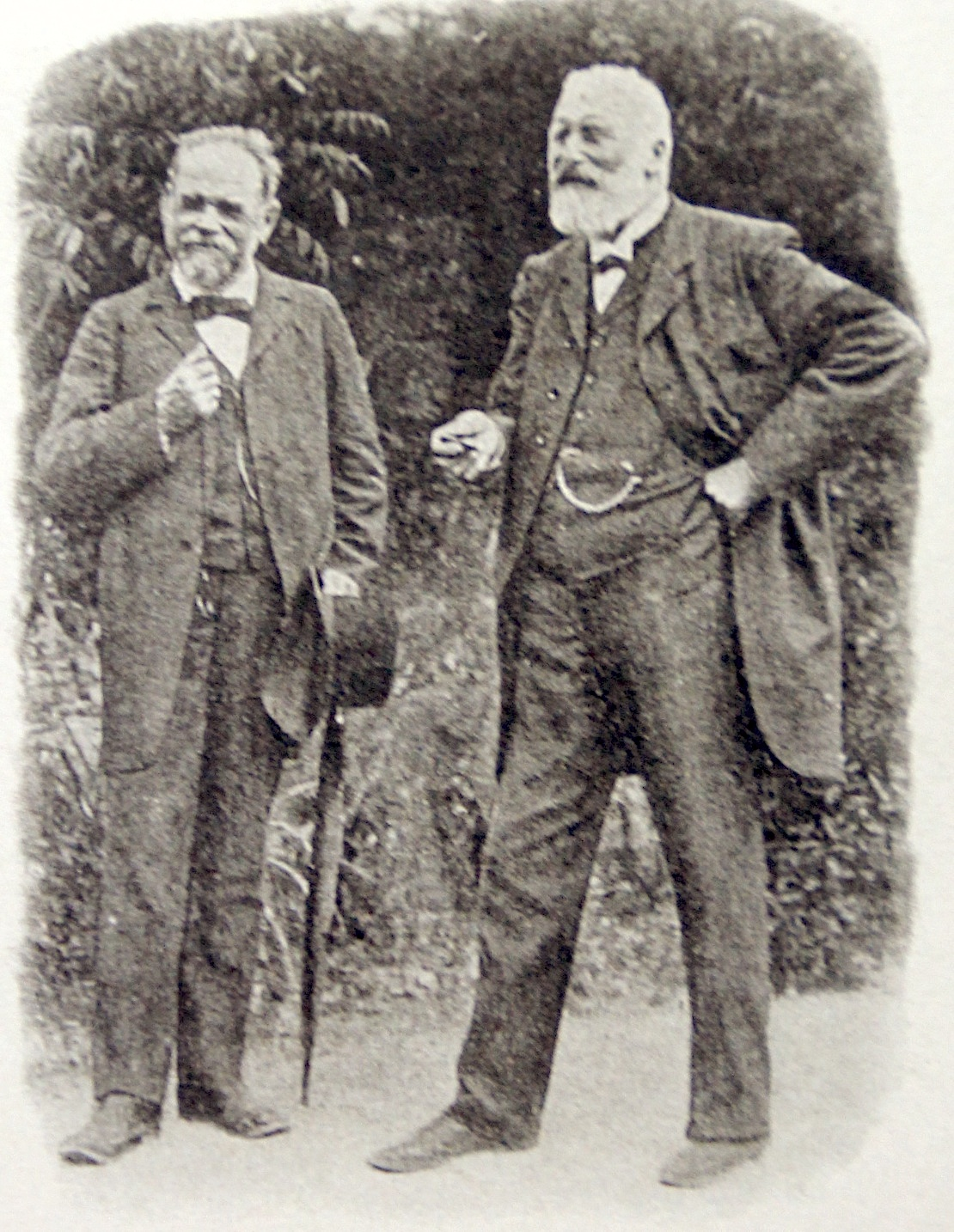
Präsident und Vizepräsident der Gesellschaft um 1905: Gerold Meyer von Knonau und Johann Rudolf Rahn

Die Antiquarische Gesellschaft in Zürich (AGZ, kurz Antiquarische genannt) versteht sich als kantonaler Verein für Geschichte und Altertumskunde im Kanton Zürich, Schweiz. Die Gesellschaft hat ihren Sitz in Zürich beim Staatsarchiv des Kantons Zürich. Sie befasst sich mit der Erforschung und Vermittlung der Geschichte von Stadt und Kanton Zürich.

## Geschichte
Die Antiquarische Gesellschaft in Zürich wurde 1832 von Ferdinand Keller als Gelehrte Gesellschaft des städtischen Bürgertums gegründet. Sie ist damit die älteste bestehende kantonale historische Gesellschaft der Schweiz. Die Gesellschaft war zwar nur eine private Vereinigung, erhielt jedoch von Stadt und Kanton ein monopolartiges Recht auf die Durchführung von archäologischen Grabungen sowie denkmalpflegerischen Tätigkeiten. Von 1871 bis 1921 war Gerold Meyer von Knonau ihr Präsident; Johann Rudolf Rahn war 27 Jahre lang ihr Vizepräsident.
Seit 1837 gibt die AGZ alljährlich einen Band ihrer «Mitteilungen» (MAGZ) heraus. Sie umfassen Monographien und thematische Sammelbände mit Bezug zur Geschichte von Stadt und Kanton Zürich und deren Rechtsvorgängern. 1862 wurde auf Initiative der AGZ die Erarbeitung des «Schweizerischen Idiotikons» beschlossen (erscheint seit 1881), und von 1888 bis 1957 gab sie das dreizehnbändige «Urkundenbuch der Stadt und Landschaft Zürich» heraus.

## Gesellschaftszweck
Zitat: Die Antiquarische Gesellschaft versteht sich als Brücke zwischen der Geschichtswissenschaft und einer an historischen Fragen interessierten Öffentlichkeit.
Getreu diesem Selbstverständnis veranstaltet die AGZ Vorträge (v. a. im Winterhalbjahr), Exkursionen (im Frühsommer und Herbst) sowie Führungen. Die Publikationen der Gesellschaft gehören neben dem «Zürcher Taschenbuch» zu den wichtigsten Plattformen für Forschungsergebnisse der zürcherischen Geschichtsschreibung.
In den sogenannten «Herbstversammlungen» haben die in den Museen des Kantons Tätigen Gelegenheit zum Gedankenaustausch. Schwerpunkt der letzten Jahre bildete das Thema der Konservierung und Restaurierung von Objekten und Archivalien.

## Publikationen
Eine der ältesten Traditionen neben den «Mitteilungen» ist die Herausgabe eines Neujahrsblattes auf den Berchtoldstag, eine bis heute gepflegte und von vielen Landgemeinden aufgenommene Tradition der gelehrten Gesellschaften bereits des 18. Jahrhunderts, die neben dem gesellschaftlichen auch einen Fundraising-Aspekt hatte.
- Werner Altdorfer, unter Mitarbeit von Ernst Egli: Ortsgeschichtliche Dokumentation. Eine Anleitung zum Aufbau und zur Führung von Chronikstuben. Hrsg. von der Antiquarischen Gesellschaft in Zürich. Sekretariat der Antiquarischen Gesellschaft, Zürich 1989.
- Inga Siegfried-Schupp: Von Angst und Not bis Zumpernaul. Siedlungsnamen im Kanton Zürich. Hrsg. von der Antiquarischen Gesellschaft in Zürich, Zürich 2024, ISBN 978-3-0340-1750-3.